# Rullierinereis hancocki
Rullierinereis hancocki är en ringmaskart som beskrevs av Fauchald 1977. Rullierinereis hancocki ingår i släktet Rullierinereis och familjen Nereididae. Inga underarter finns listade i Catalogue of Life.